# Paulinho Da Costa
Paulinho Da Costa, född 31 maj 1948, född i Rio de Janeiro, är en brasiliansk fusion percussionist. Han är bland annat känd för sina år arbetandes tillsammans med Sergio Mendes från 1973 till 1977. Förutom hans bidrag till det brasilianska jazz-idiomet är han en av de mest inspelade percussionisterna i modern jazz och fusion. Han har även gjort arbeten med bland annat Dizzy Gillespie och Freddie Hubbard, och är en uppmärksammad studiomusiker.